# Cota (Viseu)
Cota ist eine Gemeinde (Freguesia) im portugiesischen Kreis Viseu. In ihr leben 796 Einwohner (Stand 19. April 2021).